# حدائق النهضة الإيطالية

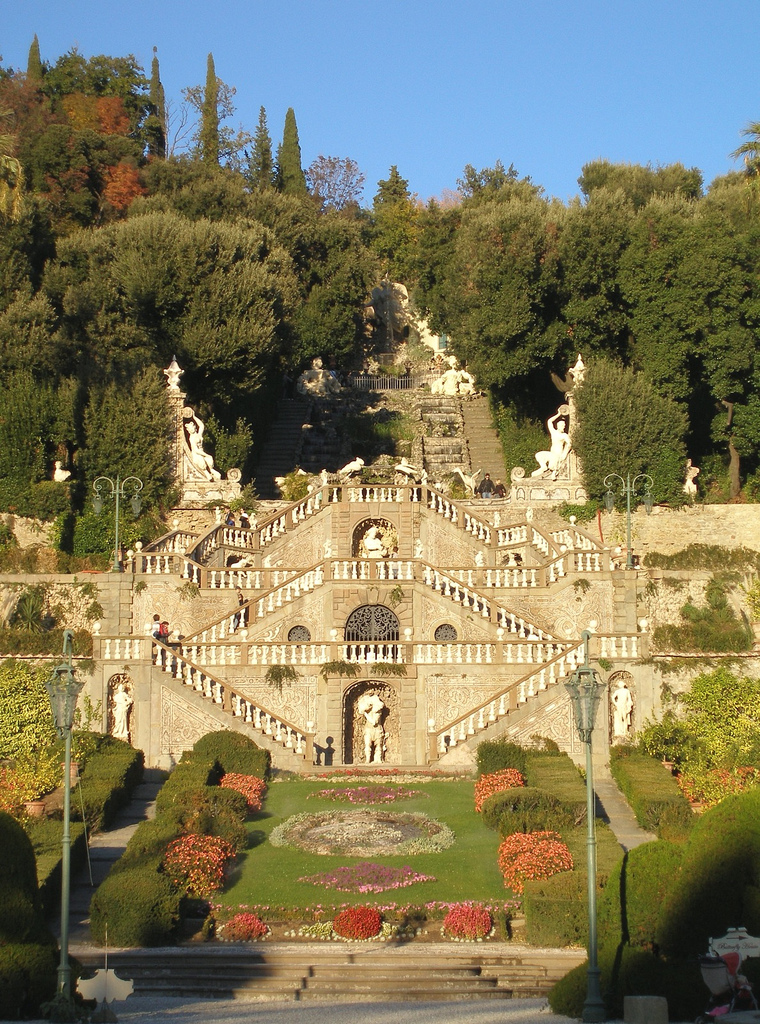
حدائق فيلا غارزوني

حدائق النهضة الإيطالية كانت نمطاً جديداً من الحدائق التي ظهرت في أواخر القرن الخامس عشر في الفلل في روما وفلورنسا مستوحاة من المثل التقليدية على النظام والجمال والمراد منها التمتع بمنظر الحديقة الطبيعي والمشهد خارجها والأصوات والنسمات من الحديقة نفسها.